# Calvi dell'Umbria
Calvi dell'Umbria é uma comuna italiana da região da Umbria, província de Terni, com cerca de 1.859 habitantes. Estende-se por uma área de 45 km², tendo uma densidade populacional de 41 hab/km². Faz fronteira com Configni (RI), Gallese (VT), Magliano Sabina (RI), Montebuono (RI), Narni, Otricoli, Stroncone, Torri in Sabina (RI), Vacone (RI).

## Demografia
| Variação demográfica do município entre 1861 e 2011                               |
|                                                                                   |
| Fonte: Istituto Nazionale di Statistica (ISTAT) - Elaboração gráfica da Wikipedia |